# Masdevallia alexandri
Masdevallia alexandri är en orkidéart som beskrevs av Carlyle August Luer. Masdevallia alexandri ingår i släktet Masdevallia och familjen orkidéer. Inga underarter finns listade i Catalogue of Life.